# 豐禾鄉
豐禾鄉（豐禾公社），是四川省鄰水縣下轄的一個鄉鎮級行政單位。

## 沿革[1]
- 1949年12月，九龍區人民政府即建立了車禾鄉公所。1950年2月，豐禾鄉公所劃歸新建的豐禾區人民政府領導。1953年4月2d日，豐禾鄉公所改稱豐禾鄉人民政府。1956年1月16日，豐禾鄉人民政府改稱豐禾鄉人民委員會。1958年9月22日，豐禾鄉人委改稱豐禾人民公社。1966年6月「文革」開始後，豐禾人民公社工作受到干擾。1967年3月，由公社武裝幹部和群眾代表主持成立了豐禾人民公社生產辦公室，負責公社日常工作。 1968年12月13日，經縣人武部黨委批准，豐禾人民公社革命委員會成立。1976年l0月粉碎「四人幫」後，豐禾人民公社的行政組織機構仍然是革命委員會。1981年3月，縣委決定撤銷豐禾人民公社革委會，建立豐禾人民公社管理委員會，管委會設正、副主作。1984年1月，根據中共中央體制改革要求，縣委又決定撤銷豐禾人民公社管委會，建立豐禾鄉人民政府。1985年8月，四川省人民政府批准，撤銷豐禾鄉人民政府，建立豐禾鎮人民政府。